# ناحیه آروا
ناحیه آروا (به لاتین: Arua District) یک منطقهٔ مسکونی در اوگاندا است که در استان شمالی، اوگاندا واقع شده‌است. ناحیه آروا ۷۷۶٬۷۰۰ نفر جمعیت دارد.